# Oursel-Maison
Oursel-Maison är en kommun i departementet Oise i regionen Hauts-de-France i norra Frankrike. Kommunen ligger i kantonen Froissy som tillhör arrondissementet Clermont. År 2022 hade Oursel-Maison 244 invånare.

## Befolkningsutveckling
Antalet invånare i kommunen Oursel-Maison
| Referens: INSEE |